# くちづけが止まらない
『くちづけが止まらない』（くちづけがとまらない）は、1988年11月30日に発売された矢沢永吉24枚目のシングル。

## 概要
プロモーション用に制作されたアナログレコードには、東芝EMI（当時）の有線チームによる“『共犯者』の中で、特にぶっちぎりで評判の『くちづけが止まらない』を有線の皆さんに贈ります。”という推薦文が記されていた。
表題曲は、アルバム『共犯者』からのシングルカットで、同アルバム表題曲及び前作『ニューグランドホテル』に続き、銀座ジュエリー・マキ カメリアダイヤモンドのコマーシャルソングとして使用された。
カップリングには矢沢が在籍していたキャロルのデビュー・シングル『ルイジアンナ』をセルフカヴァー。元々は1985年のアルバム『TEN YEARS AGO』時点で制作されていたが、諸事情により収録されず、本作で3年越しの商品化となった。
発売39日後の1989年1月8日から平成に改元されたため、矢沢にとっては本作が昭和最後のシングルリリースとなった。

## 収録曲
- 全作曲：矢沢永吉

1. くちづけが止まらない (4:52)
作詞：さがらよしあき
2. ルイジアンナ (ニューヴァージョン) (2:38)
作詞：大倉洋一

## 販売形態
| 規格  | 発売日         | リリース             | 品番      |
| ----- | -------------- | -------------------- | --------- |
| EP    | 1988年11月30日 | EAST WORLD / 東芝EMI | RT07-2250 |
| CT    | 1988年11月30日 | EAST WORLD / 東芝EMI | ZX10-6250 |
| 8cmCD | 1988年11月30日 | EAST WORLD / 東芝EMI | XT10-2250 |